# (3362) Jufu
(3362) Jufu es un asteroide perteneciente a los asteroides Atón descubierto por R. Scott Dunbar y Maria Antonella Barucci desde el observatorio del Monte Palomar, Estados Unidos, el 30 de agosto de 1984.

## Designación y nombre
Jufu fue designado inicialmente como 1984 QA.
Posteriormente, en 1986, está nombrado en honor del faraón del Antiguo Egipto Keops.

## Características orbitales
Jufu está situado a una distancia media del Sol de 0,9895 ua, pudiendo acercarse hasta 0,5259 ua y alejarse hasta 1,453 ua. Tiene una inclinación orbital de 9,917 grados y una excentricidad de 0,4685. Emplea en completar una órbita alrededor del Sol 359,5 días.
Jufu es un asteroide cercano a la Tierra que forma parte del grupo de los asteroides potencialmente peligrosos.

## Características físicas
La magnitud absoluta de Jufu es 18,3. Tiene un diámetro de 0,7 km y su albedo se estima en 0,21.